# 東晉次
東晉次（日语：／ Higashi Shinji，1944年—2021年10月25日 ），是日本歷史學家、東洋學家，主攻中國秦漢史。日本三重大學名譽教授，歷史學博士。

## 生平
1944年（日本昭和19年）出生於日本三重縣北牟婁郡紀伊長島町（現紀北町），1968年畢業於日本名古屋大學文學部史學科，其畢業論文之主題為東漢末年的「黨錮之禍」，1974年名古屋大學大學院文學研究科博士課程滿期退學。
1976年，任日本愛媛大學教育學部講師，1978年晉升愛媛大學教育學部助教授。1987年改任日本三重大學教育學部助教授，1991年晉升三重大學教授。
1993年，向名古屋大學提交博士學位論文《東漢時代的政治與社會》，1994年5月取得名古屋大學歷史系博士學位，1995年名古屋大學出版社將這篇論文作為專著單獨出版。
2009年4月至2016年7月，以三重大學國際交流中心客座教授身份，前往中國天津師範大學國際教育交流學院進行日語教學，為期八年。
2016年8月以後，居於日本名古屋。
2021年10月25日，因突發心肌梗塞逝世。
2021年11月1日，其第一部中譯本的書籍《王莽：儒家理想的信徒》由四川人民出版社出版，然而東晉次卻恰好於正式出版前幾日逝世，未能親眼見證書籍出版。而在2003年日文版《王莽：儒家理想的信徒》即將完稿時，其母親去世，東晉次未能親手把書送給母親，也成了其生前心中的一大憾事。
2023年11月，其第二部中譯本的書籍，博士論文《東漢時代的政治與社會》由付晨晨、劉莹、薛夢瀟翻譯，上海古籍出版社出版。
東晉次是日本的「東洋史研究會」、「史學研究會」、「日本秦漢史學會」、「中國中世史研究會」等學會的成員。

## 著作
- 、1995年11月30日。ISBN 9784815802714
- 、2003年11月4日。ISBN 9784891746353
- 、2017年9月30日。ISBN 9784863983038
- 《王莽：儒家理想的信徒》（中譯本，李天蛟、臧魯寧譯） 四川人民出版社，2021年11月1日。ISBN 9787220122873
- 《東晉時代的政治與社會》（中譯本，付晨晨、劉莹、薛夢瀟譯） 上海古籍出版社，2021年11月1日。ISBN 9787573208712